# Anti-Flag

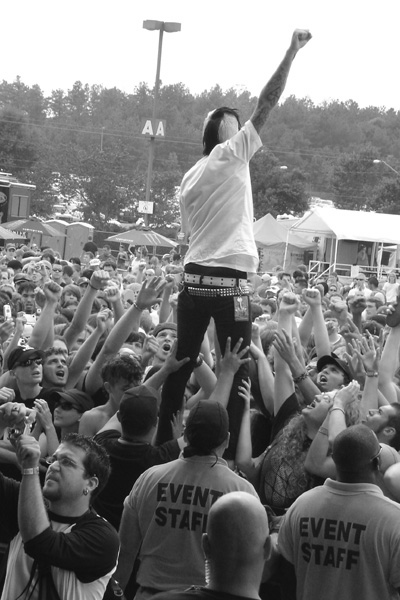
Anti-Flag live under Warped tour

Anti-Flag var ett punkband från Pittsburgh, USA. Anti-Flags material är starkt samhällskritiskt och behandlar bland annat ämnen som fred och jämlikhet. Bandmedlemmarna uppger sig själva vara emot den amerikanska regeringen och tillhöra livsstilen straight edge.
Singeln "This Is The End" finns med på soundtracket till NHL 07, singeln "Turn your back" med Billy Talent fanns med på soundtracket till NHL 09 och "Broken Bones" finns på soundtracket till NHL 13. 

## Bandets historia
Anti-Flag bildades redan 1988, men bestod då bara av gitarristen Justin Sane och trummisen Pat Thetic. Ett antal gitarrister och basister passerade genom bandet och först 1993 anslöt sig Andy Flag på bas. Genombrottet kom då bandet gjorde en livespelning på den lokala radiokanalen WRCT i Pittsburgh.
Tillsammans med Andy Flag på bas gjorde bandet två turnéer mellan åren 1995-1996. Kort efter att den andra turnén var avslutad lämnade Andy Flag bandet då han och Justin Sane inte kunde komma överens. 
Trots att Anti-Flag saknade basist släpptes det första albumet Die For The Government 1996. 

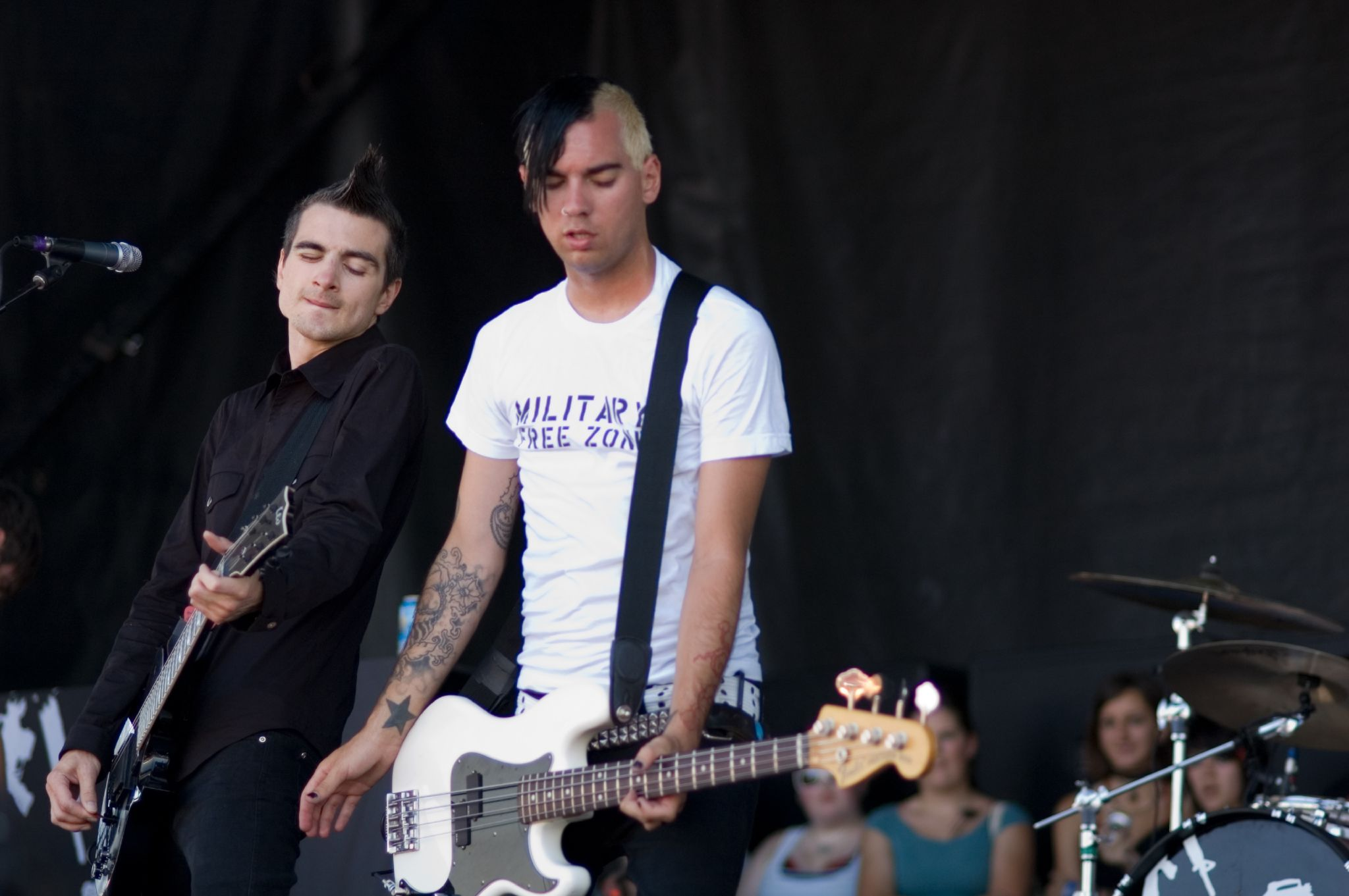
Anti Flag på Warp Tour 2006

Nyåret 1997 värvades Chris Head på bas för ett par spelningar, och snart blev han permanent medlem i bandet. Men då han egentligen var gitarrist tyckte de övriga medlemmarna att det var dumt att ha kvar honom på bas och han fick övergå till att spela andra gitarr. Istället tog Jamie Cock över på bas, men hon lämnade bandet redan 1999.
Jamie Cock ersattes av ett entusiastiskt fan som insisterat att få spela tillsammans med de övriga i Anti-Flag. Hans namn var Chris Barker men tilldelades smeknamnet #2 eftersom det redan fanns en Chris i bandet. Med hjälp av honom kunde Anti-Flag släppa sitt tredje album, A New Kind Of Army. 
2000 mötte Anti-Flag Fat Mike, och han erbjöd dem att ge ut en skiva genom hans skivbolag Fat Wreck Chords. Skivan släpptes följande år och fick namnet Underground Network. 
Efter att den fjärde skivan hade släppts valde Anti-Flag att ge ut ett album genom sitt eget skivbolag, A-F Records. 2002 släpptes deras femte skiva Mobilize. Det var samma år som Anti-Flag turnerade i Europa för första gången tillsammans med det svenska bandet Millencolin. 
The Terror State släpptes 2003 och var den första skivan som riktade stark kritik mot George W. Bush-administrationen, bland annat i låten Turncoat där USA:s president anklagas för att vara både en mördare och lögnare.
Den sjunde skivan släpptes 2006 och fick namnet For Blood And Empire, låtarna är koncentrerade på George W. Bushs krig mot terrorismen. Det är den första skivan som släpptes genom ett större skivbolag, RCA Records.

## Medlemmar
- Justin Sane (sång, gitarr)
- Chris Head (gitarr)
- Chris #2, Chris Barker (bas, sång)
- Pat Thetic (trummor)

## Övriga engagemang
Anti-flag har varit med och startat organisationen "Military free zone" som vill hålla ungdomar borta från militärtjänstgöring.

## Diskografi
- 1996 - Die For The Government
- 1998 - Their System Doesn't Work For You
- 1999 - A New Kind Of Army
- 2001 - Underground Network
- 2002 - Mobilize
- 2003 - The Terror State
- 2006 - For Blood And Empire
- 2007 - A Benefit For Victims Of Violent Crime
- 2008 - The Bright lights of America
- 2009 - The People Or The Gun
- 2012 - The General Strikes
- 2015 - American Spring [1]

### Singlar
- 2006 - The Press Corpse
- 2006 - Emigre
- 2006 - This Is The End
- 2008 - The Bright Lights Of America
- 2009 - The Modern Rome Burning

### Videor
- 2003 - Turncoat
- 2004 - Death of A Nation
- 2004 - Post-War Breakout
- 2006 - The Press Corpse
- 2006 - 1 Trillion Dollar$
- 2006 - This Is The End
- 2008 - The bright lights of america
- 2009 - The Modern Rome Burning
- 2009 - When All the Lights Go Out
- 2010 - The Economy is suffering